# Olle Holmquist
Bert Olav „Olle“ Holmquist (* 15. November 1936 in Skellefteå; † 26. März 2020) war ein schwedischer Jazz- und Unterhaltungsmusiker (Posaune, Tuba), der seit den 1960er Jahren in der europäischen Musikszene aktiv war.

## Wirken
Holmquist lernte als Autodidakt zuerst Tuba; dann wechselte er zur Ventilposaune und schließlich zur Zugposaune. Bereits zu Beginn der 1960er Jahre arbeitete er mit Quincy Jones, Nils Lindberg und Bengt-Arne Wallin, mit denen er im Aufnahmestudio war. 1963 wurde er Mitglied in der Bigband von Radio Schweden. In den nächsten Jahren arbeitete er auch mit Björn Ulvaeus und Benny Andersson.
1971 zog Holmquist in die Schweiz und wurde Mitglied des DRS-Tanzorchesters; 1976 zog er nach Berlin, wo er zum RIAS Tanzorchester unter der Leitung von Horst Jankowski gehörte. 1978 holte ihn James Last in sein Orchester, dem er bis 2013 angehörte. Weiterhin arbeitete er mit Kai Warner, Freddy Quinn, Jerry Lewis, Manhattan Transfer, Ulrich Roski und Lill Lindfors. Zu Hause in Schweden begleitete er unter anderem Monica Zetterlund und Tommy Körberg; zudem gehörte er zum  Melodifestivalen Orchester. Später spielte er in der Fernsehsendung Allsång im Skansens Orchester. Mit seinen Sweden Allstars nahm er die Songs von ABBA auf.
In den letzten Jahren litt Holmquist unter Alzheimer und lebte in einem Altenheim. Dort wurde er mit dem SARS-CoV-2 infiziert und starb an den Folgen von COVID-19.